# 8e méridien est
En géographie, le 8e méridien est est le méridien joignant les points de la surface de la Terre dont la longitude est égale à 8° est.

## Géographie

### Dimensions
Comme tous les autres méridiens, la longueur du 8e méridien correspond à une demi-circonférence terrestre, soit 20 003,932 km. Au niveau de l'équateur, il est distant du méridien de Greenwich de 891 km,.
Avec le 172e méridien ouest, il forme un grand cercle passant par les pôles géographiques terrestres.

### Régions traversées
En commençant par le pôle Nord et descendant vers le sud au pôle Sud, Le 8e méridien est passe par:
| Coordonnées         | Pays, territoire ou mer | Précisions                                                                                       |
| ------------------- | ----------------------- | ------------------------------------------------------------------------------------------------ |
| 90° 00′ N, 8° 00′ E | Océan Arctique          |                                                                                                  |
| 81° 12′ N, 8° 00′ E | Océan Atlantique        |                                                                                                  |
| 63° 28′ N, 8° 00′ E | Norvège                 | Îles de Smøla et Tustna, le continent (passe par Kristiansand), et l'Île Flekkerøy.              |
| 58° 03′ N, 8° 00′ E | Mer du Nord             | Passe juste à l'ouest du Jutland, Danemark Passe juste à l'est de l'île de Heligoland, Allemagne |
| 53° 43′ N, 8° 00′ E | Allemagne               |                                                                                                  |
| 49° 02′ N, 8° 00′ E | France                  |                                                                                                  |
| 48° 46′ N, 8° 00′ E | Allemagne               |                                                                                                  |
| 47° 34′ N, 8° 00′ E | Suisse                  |                                                                                                  |
| 46° 01′ N, 8° 00′ E | Italie                  |                                                                                                  |
| 43° 52′ N, 8° 00′ E | Mer Méditerranée        | Passe juste à l'ouest des îles de Sardaigne et San Pietro, Italie                                |
| 36° 52′ N, 8° 00′ E | Algérie                 |                                                                                                  |
| 34° 28′ N, 8° 00′ E | Tunisie                 |                                                                                                  |
| 33° 07′ N, 8° 00′ E | Algérie                 |                                                                                                  |
| 21° 11′ N, 8° 00′ E | Niger                   |                                                                                                  |
| 13° 19′ N, 8° 00′ E | Nigeria                 |                                                                                                  |
| 4° 32′ N, 8° 00′ E  | Océan Atlantique        | Passe juste à l'ouest de l'île de Bioko, Guinée équatoriale                                      |
| 60° 00′ S, 8° 00′ E | Océan Austral           |                                                                                                  |
| 69° 53′ S, 8° 00′ E | Antarctique             | Terre de la Reine-Maud, revendiquée par la Norvège                                               |